# Geografija Iraka
Geografija Iraka je raznolika in se deli na pet glavnih regij: puščava (zahodno od Evfrata), Gornja Mezopotamija (med zgornjima rekama Tigris in Evfrat), severno višavje Iraka, Spodnja Mezopotamija in aluvialna ravnica, ki se razteza od okoli Tikrita do Perzijskega zaliva.
Gore na severovzhodu so podaljšek alpskega sistema, ki poteka proti vzhodu od Balkana skozi južno Turčijo, severni Irak, Iran in Afganistan ter na koncu doseže Himalajo v Pakistanu. Puščava leži v jugozahodnih provincah ob mejah s Saudovo Arabijo in Jordanijo in geografsko spada na Arabski polotok.

## Glavne geografske značilnosti
Večina geografov, vključno s tistimi iz iraške vlade, obravnava geografijo države v smislu štirih glavnih območij ali regij: puščava na zahodu in jugozahodu; valovito gorje med zgornjima rekama Tigris in Evfrat (v arabščini Didžla oziroma Furat); visokogorje na severu in severovzhodu; in aluvialno ravnico, skozi katero tečeta Tigris in Evfrat. Uradna statistična poročila Iraka navajajo skupno površino 438.446 km², medtem ko publikacija Ministrstva za zunanje zadeve Združenih držav Amerike navaja površino 434.934 km².

### Gornja Mezopotamija
Gorsko območje med Tigrisom severno od gorovja Hamrin in Evfratom severno od Hita je znano kot Al Džazira (otok) in je del večjega območja, ki se razteza proti zahodu v Sirijo med obema rekama in v Turčijo. Voda na tem območju teče v globoko vrezanih dolinah, namakanje pa je veliko težje kot v spodnji ravnini. Jugozahodna območja tega območja so razvrščena kot puščava ali polpuščava. Severni deli, ki vključujejo kraje, kot so Ninivske planote, Duhok, Zakho in Amedi, so večinoma sestavljeni iz sredozemske vegetacije. Vegetacija se ciklično suši in je v skoraj sušnem poletju videti rjava, v mokri zimi pa cveti.

### Spodnja Mezopotamija
Aluvialna nižina se začne severno od Bagdada in sega do Perzijskega zaliva. Tu ležita reki Tigris in Evfrat marsikje nad ravnino, celotno območje pa je rečna delta, prepletena s koriti obeh rek in z namakalnimi kanali. Za jugovzhodni Irak so značilna tudi presihajoča jezera, ki jih ob poplavah napajajo reke. Precej veliko območje (15.000 km²) tik nad sotočjem obeh rek pri Al Kurni in sega vzhodno od Tigrisa onkraj iranske meje je močvirje, znano kot Hawr al Hammar (slano jezero), ki je posledica stoletij poplav in neustrezne drenaže. Velik del je trajno močvirje, vendar se nekateri deli zgodaj pozimi izsušijo, drugi deli postanejo močvirje šele v letih velikih poplav.
Ker so vode Tigrisa in Evfrata nad njunim sotočjem močno obremenjene z muljem, namakanje in dokaj pogoste poplave odlagajo velike količine muljaste ilovice na večjem delu območja delte. Mulj, ki ga prenaša veter, prispeva k skupnemu odlaganju sedimentov. Ocenjeno je bilo, da se ravnice delte zgradijo s hitrostjo skoraj dvajset centimetrov v enem stoletju. Na nekaterih območjih se zaradi večjih poplav v začasnih jezerih odloži kar trideset centimetrov blata.
Tigris in Evfrat nosita tudi velike količine soli. Tudi ta se širi po zemlji zaradi včasih prekomernega namakanja in poplav. Visoka podzemna voda ter slaba površinska in podpovršinska drenaža po navadi koncentrira soli blizu površine tal. Na splošno se slanost tal povečuje od Bagdada proti jugu do Perzijskega zaliva in močno omejuje produktivnost v regiji južno od Al Amaraha. Slanost se odraža v velikem jezeru v osrednjem Iraku, jugozahodno od Bagdada, znanem kot Bahr al Milh ('Slano morje'). V državi sta še dve večji jezeri severno od Bahr al Milha: Tatarsko zajezitveno jezero (Buhayrat ath Tharthar) in Buhayrat al Habbaniyah.

### Območje Bagdada
Med Gornjo in Spodnjo Mezopotamijo je urbano območje, ki obdaja Bagdad. Ta bagdadska območja lahko opišemo kot province, ki mejijo na iraško prestolnico, in jih lahko razdelimo na štiri kvadrante: severovzhodni, jugovzhodni, jugozahodni in severozahodni. Območja, ki se začnejo na severu, vključujejo governorat Saladin, v smeri urinega kazalca do governorata Bagdad, Dijala na severovzhodu, Babil in Vasit na jugovzhodu ter okrog do Al Anbarja na zahodu.

### Višavje
Severovzhodno visokogorje se začne tik južno od črte, ki poteka od Mosula do Kirkuka in sega do meja s Turčijo in Iranom. Višavje, ločeno s širokimi valovitimi stepami, se v bližini iranske in turške meje spreminja v gore, visoke od 1000 do 3611 metrov. Razen nekaj dolin je ožje gorsko območje primerno le za pašo v predgorju in stepah; ustrezna tla in padavine pa omogočajo gojenje. Tudi tukaj so velika naftna polja blizu Mosula in Kirkuka. Severovzhod je domovina večine iraških Kurdov.

### Puščava
Puščavsko območje, območje, ki leži zahodno in jugozahodno od reke Evfrat, je del Sirske puščave in Arabske puščave, ki zajema dele Sirije, Jordanije in Saudove Arabije ter večji del Arabskega polotoka. Regija, ki je redko poseljena s pastirskimi beduini, je sestavljena iz široke kamnite planote, prepredene z redkimi peščenimi odseki. Široko razvejan vzorec vadijev – rečnih strug, ki so večino leta suhe – poteka od meje do Evfrata. Nekateri vadiji so dolgi več kot 400 km in med zimskim deževjem prenašajo kratke, a hudourniške poplave.
Zahodni in južni Irak je obsežna puščavska regija, ki obsega približno 168.000 kvadratnih kilometrov, kar je skoraj dve petini države. Zahodna puščava, podaljšek Sirske puščave, se dviga nad 490 metrov. Južna puščava je znana kot Al-Hadžarah v zahodnem delu in kot Al-Dibdibah na vzhodu. Obe puščavi sta del Arabske puščave. Al Hadžarah ima kompleksno topografijo skalnate puščave, vadijev, grebenov in depresij. Al-Dibdibah je bolj peščeno območje, pokrito z grmičevjem. Nadmorska višina v južni puščavi je v povprečju med 300 in 820 metri. Višina 951 metrov je dosežena na gori 'Unayzah na stičišču meja Jordanije, Iraka in Saudove Arabije. Globok Vadi Al-Batin teče 72 km v smeri severovzhod-jugozahod skozi Al-Dibdibah. Od leta 1913 je priznan kot meja med zahodnim Kuvajtom in Irakom.

## Rečni sistem Tigris-Evfrat
Evfrat izvira v Turčiji, poveča se z rekama Balikh in Habur v Siriji in vstopi v Irak na severozahodu. Tu se med zimskim deževjem napaja le iz vadijev zahodne puščave. Nato se vije skozi sotesko, ki je široka od dva do 16 kilometrov, dokler se ne izlije na ravnino pri mestu Ramadi. Tam se Evfrat nadaljuje do jezu Hindija, ki je bil zgrajen leta 1914, da bi reko preusmeril v prekop Hindijah; današnji Šat al Hilah je bil glavni kanal Evfrata pred letom 1914. Pod Al Kiflom reka sledi dvema prekopoma do As-Samava, kjer se ponovno pojavi kot en sam prekop, da se pridruži Tigrisu pri Kurni. 
Tigris izvira tudi v Turčiji, vendar ga znatno poveča več rek v Iraku, med katerimi so najpomembnejše Khabur, Veliki Zab, Mali Zab in Adhaim, ki se vse združijo s Tigrisom nad Bagdadom, in reka Dijala, ki se mu pridruži približno 40 kilometrov pod mestom. Pri jezu Kut se večina vode preusmeri v Šat al-Haj, ki je bil nekoč glavni prekop Tigrisa. Voda iz Tigrisa tako vstopi v Evfrat skozi vodnjak Šat al-Haj nad sotočjem obeh glavnih prekopov pri Kurni.
Tako Tigris kot Evfrat se na območju močvirja prebijeta v številne kanale in pretok rek se bistveno zmanjša, ko se združita pri Kurni. Poleg tega močvirja delujejo kot pasti za mulj; Šat el Arab je relativno brez mulja, ko teče proti jugu. Pod Basro v Šat el Arab vstopi pa reka Karun iz Irana in nosi velike količine mulja, ki predstavljajo stalno težavo pri poglabljanju dna pri vzdrževanju kanala za čezoceanska plovila, da dosežejo pristanišče v Basri. To težavo je nadomestila večja ovira za rečni promet, in sicer prisotnost več potopljenih trupov, ki rjavijo v Šat el Arab že od začetka iransko-iraške vojne.
Vode Tigrisa in Evfrata so bistvene za življenje države, vendar jo včasih ogrožajo. Reki sta na najnižji gladini septembra in oktobra ter ob poplavah marca, aprila in maja, ko lahko preneseta štiridesetkrat več vode kot pri nizki ravni. Poleg tega so lahko poplave v eni sezoni deset ali večkrat večje od poplav v drugem letu. Leta 1954 je bil na primer Bagdad resno ogrožen in Tigris, ki je poplavljal, je skoraj presegel nasipe, ki so ga varovali. Odkar je Sirija zgradila jez na Evfratu, se je pretok vode precej zmanjšal in sredi 1980-ih poplave niso bile več problem. Leta 1988 je tudi Turčija gradila jez na Evfratu, ki je dodatno omejil pretok vode.
Do sredine 20. stoletja se je večina prizadevanj za nadzor nad vodami nanašala predvsem na namakanje. Pred revolucijo 14. julija 1958 je bilo nekaj pozornosti namenjene problemom nadzora poplav in odvodnjavanja, vendar so bili razvojni načrti v 1960-ih in 1970-ih vse bolj posvečeni tem zadevam, pa tudi namakalnim projektom v zgornjem toku Tigrisa in Evfrata in pritoki Tigrisa na severovzhodu. Med vojno so vladni uradniki tujim obiskovalcem poudarjali, da bodo s sklenitvijo mirovnega sporazuma problemi namakanja in poplav dobili glavno prednostno nalogo vlade.
Iraške obalne vode se ponašajo z živim koralnim grebenom, ki pokriva površino 28 km² v Perzijskem zalivu, ob izlivu reke Šat el Arab (29°37′00″N 48°48′00″E / 29.61667°N 48.80000°E). Koralni greben so odkrile skupne iraško-nemške odprave znanstvenih potapljačev, ki so bile izvedene septembra 2012 in maja 2013. Pred odkritjem je veljalo, da Iraku primanjkuje koralnih grebenov, saj lokalne motne vode preprečujejo odkrivanje morebitne prisotnosti lokalnih koralnih grebenov. Ugotovljeno je bilo, da so iraške korale prilagojene enemu najbolj ekstremnih koralnorodnih okolij na svetu, saj se temperatura morske vode na tem območju giblje med 14 in 34 °C. Na grebenu je več živih koral, Octocorallia, ophiuroidov in školjke. Obstajajo tudi demo-gobice, ki vsebujejo silicijev dioksid.

## Vzorci poselitve
Na podeželskih območjih aluvialne ravnice in v spodnji regiji Dijala se naselbina skoraj vedno združuje v bližini rek, potokov in namakalnih kanalov. Osnove odnosa med vodotokom in poselitvijo je povzel Robert McCormick Adams, direktor Orientalskega inštituta Univerze v Chicagu. Ugotavlja, da so nasipi, ki jih postavljajo potoki in kanali, prednosti tako za poselitev kot za kmetijstvo. Površinska voda lažje odteka na hrbtnem pobočju nasipov, groba tla nasipov pa je lažja za obdelavo in omogočajo boljše podzemno odvodnjavanje. Višina nasipov nudi določeno zaščito pred poplavami in zmrzaljo, ki pogosto prizadenejo nižje ležeča območja in lahko ubijejo in/ali poškodujejo ozimne pridelke. Predvsem imajo tisti, ki živijo ali obdelujejo na grebenu nasipa, lahek dostop do vode za namakanje in uporabo v gospodinjstvu v suhi in vroči državi.
Čeprav je nekaj osamljenih domačij, je večina podeželskih skupnosti strnjenih naselij in ne razpršenih kmetij; to pomeni, da kmet zapusti svojo vas, da bi obdeloval polja zunaj nje. Vzorec velja za kmetijske skupnosti v kurdskem visokogorju na severovzhodu, pa tudi za tiste v aluvialni nižini. Velikost naselja se razlikuje, na splošno glede na količino vode, ki je na voljo za gospodinjstvo in glede na količino zemlje, ki je dostopna vaščanom. Včasih, zlasti v dolinah spodnjega toka Tigrisa in Evfrata, slanost tal omeji površino obdelovalne zemlje in velikost skupnosti, ki je od nje odvisna, običajno pa povzroči tudi velike nenaseljene in neobdelane odseke med vasmi.
Razdrobljeni podatki kažejo, da večina kmetov v aluvialni nižini običajno živi v vaseh z več kot 100 prebivalci. Sredi 1970-ih je bilo na primer precejšnje število prebivalcev Baqube, upravnega središča in glavnega mesta province Dijala, zaposlenih v kmetijstvu.
Močvirski Arabci na jugu običajno živijo v majhnih skupinah dveh ali treh hiš, ki jih nad vodo drži rogoz, ki se nenehno dopolnjuje. Takšni grozdi so pogosto blizu drug drugemu, vendar je dostop od enega do drugega možen le z majhnim čolnom. Tu in tam nekaj naravnih otokov dopušča nekoliko večje gruče. Nekateri od teh ljudi so predvsem pastirji vodnih bivolov in živijo napol nomadsko življenje. Pozimi, ko je voda nizka, zgradijo precej velike začasne vasi. Poleti preselijo črede iz močvirij na rečne bregove.
Vojna je vplivala na življenja teh prebivalcev močvirja. Ker je bil velik del bojev skoncentriran na njihovih območjih, so se preselili v naseljene skupnosti stran od močvirij ali pa so bili prisiljeni z vladnim odlokom, da se preselijo znotraj močvirja. Tudi v začetku leta 1988 je močvirje postalo zatočišče dezerterjev iraške vojske, ki so poskušali ohraniti življenje v zaraščenih, pustih območjih, medtem ko so se skrivali pred oblastmi. Ti dezerterji so se v mnogih primerih oblikovali v velike tolpe, ki so napadale močvirne skupnosti; to je mnoge prebivalce močvirja tudi spodbudilo, da so zapustili svoje vasi.
Vojna je vplivala tudi na vzorce poselitve na severnih kurdskih območjih. Tam je vlada zavračala boj gverilcev za kurdsko državo, saj je vztrajno stopnjevala nasilje nad lokalnimi skupnostmi. Od leta 1984 je vlada začela kampanjo požgane zemlje, da bi zabila klin med vaščane in gverilce na oddaljenih območjih dveh provinc Kurdistana, v katerih so bili aktivni kurdski gverilci. Pri tem so bile cele vasi požgane in nato porušene z buldožerji, zaradi česar so se Kurdi zgrinjali v regionalni središči Arbil in Sulejmanija. Tudi kot »vojaški previdnostni ukrep« je vlada očistila širok pas ozemlja v kurdski regiji vzdolž iranske meje vseh njenih prebivalcev, v upanju, da bo na ta način preprečila gibanje kurdskih gverilcev naprej in nazaj med Iranom in Irakom. Vendar pa je večina kurdskih vasi v začetku leta 1988 ostala nedotaknjena.
V sušnih območjih Iraka na zahodu in jugu so mesta in velika mesta skoraj vedno ob vodotokih, običajno ob večjih rekah ali njihovih večjih pritokih. Na jugu je imela ta odvisnost svoje slabosti. Do nedavnega razvoja nadzora nad poplavami so bili Bagdad in druga mesta izpostavljeni grožnji poplav. Poleg tega so nasipi, potrebni za zaščito, učinkovito preprečili širjenje urbanih območij v nekaterih smereh. Rast Bagdada so na primer omejili nasipi na njegovem vzhodnem robu. Preusmeritev vode v jezero Tartar in izgradnja kanala, ki prenaša vodo iz Tigrisa severno od Bagdada v reko Dijala, sta omogočila namakanje zemlje zunaj meja nasipov in širjenje poselitve.

## Podnebje
Podnebje Iraka je večinoma vroče puščavsko ali vroče polsuho podnebje na skrajnem severnem delu. Povprečne visoke temperature so običajno nad 40 °C na nižinah v poletnih mesecih (junij, julij in avgust), medtem ko lahko povprečne nizke temperature padejo pod 0 °C v najhladnejšem mesecu v letu pozimi. Rekordno visoka temperatura v Iraku 52 °C je bila zabeležena v bližini Nasirija 2. avgusta 2011. Večina padavin pade od decembra do aprila in v povprečju znaša med 100 in 180 milimetri letno. Gorsko območje severnega Iraka prejme občutno več padavin kot osrednje ali južno puščavsko območje, kjer je običajno sredozemsko podnebje.
Približno 90 % letnih padavin pade med novembrom in aprilom, večina v zimskih mesecih od decembra do marca. Preostalih šest mesecev, zlasti najbolj vročih junija, julija in avgusta, je izjemno suhih.
Razen na severu in severovzhodu se povprečna letna količina padavin giblje med 100 in 190 milimetri. Podatki, ki so na voljo s postaj v vznožju in stepah južno in jugozahodno od gora, kažejo na povprečno letno količino padavin med 320 in 570 milimetri za to območje. Padavine v gorah so obilnejše in lahko ponekod dosežejo 1000 milimetrov na leto, vendar teren onemogoča ekstenzivno gojenje. Pridelovanje na nenamakanih zemljiščih je v bistvu omejeno na gorske doline, vznožja in stepe, kjer letno pade 300 milimetrov ali več padavin. Vendar pa je celo na tem območju mogoče gojiti samo en pridelek na leto, pomanjkanje dežja pa je pogosto povzročilo izpad pridelka.
Povprečne najnižje temperature pozimi se gibljejo od skoraj ledišča (tik pred zoro) v severnem in severovzhodnem vznožju ter v zahodni puščavi do 2 in 4 do 5 °C v aluvialnih ravninah južnega Iraka. V zahodni puščavi in na severovzhodu se dvignejo na povprečno največjo temperaturo okoli 16 °C in na jugu do 17 °C. Poleti se povprečne najnižje temperature gibljejo od približno 27 do 31 °C in se dvignejo do najvišjih med približno 41 in 45 °C. Temperature včasih padejo pod ledišče in so padle celo do –14 °C v Ar Rutbahu v zahodni puščavi. Takšna poletna vročina je, tudi v vroči puščavi, visoka in to je mogoče zlahka razložiti z zelo nizkimi nadmorskimi višinami puščavskih območij, ki doživljajo te izjemno žgoče visoke temperature. Pravzaprav so višine mest, kot sta Bagdad ali Basra, blizu morske gladine (0 m), ker so puščave pretežno vzdolž Perzijskega zaliva. Zato nekatere zalivske države, kot so Irak, Iran in Kuvajt, poleti doživljajo ekstremno vročino, celo hujšo od običajne ravni. Pekoča poletna vročina obstaja le v nizkih legah v teh državah, medtem ko gore in višje lege poznajo veliko bolj zmerne poletne temperature.
Poletne mesece zaznamujeta dve vrsti vetrovnih pojavov. Južni in jugovzhodni šarki, suh, prašen veter z občasnimi sunki 80 kilometrov na uro (50 mph), se pojavi od aprila do začetka junija in ponovno od konca septembra do novembra. Na začetku in koncu sezone lahko traja en dan, drugič pa več dni. Ta veter pogosto spremljajo siloviti prašni viharji, ki se lahko dvignejo do višine več tisoč metrov in za kratek čas zaprejo letališča. Od sredine junija do sredine septembra prevladuje veter, imenovan šamal, s severa in severozahoda. To je stalen veter, ki ga v tem obdobju ni le občasno. Zelo suh zrak, ki ga prinaša ta šamal, omogoča intenzivno sončno segrevanje zemeljske površine, vendar ima vetrič nekaj hladilnega učinka.
Zaradi kombinacije pomanjkanja dežja in ekstremne vročine je velik del Iraka puščava. Zaradi zelo visoke stopnje izhlapevanja tla in rastline hitro izgubijo malo vlage, pridobljene z dežjem, vegetacija pa ne bi mogla preživeti brez obsežnega namakanja. Nekatera območja pa imajo, čeprav sušna, naravno rastlinje v nasprotju s puščavo. Na primer, v gorovju Zagros v severovzhodnem Iraku je trajna vegetacija, kot so hrast, na jugu pa so datljeve palme.

## Območje in meje
Leta 1922 so britanski uradniki sklenili Mohammarsko pogodbo z Abd al Azizom ibn Abd ar Rahmanom Al Saudom, ki je leta 1932 ustanovil Kraljevino Saudovo Arabijo. Pogodba je zagotovila osnovni dogovor o meji med sčasoma neodvisnima narodoma. Tudi leta 1922 sta se obe strani dogovorili o ustanovitvi nevtralne cone v obliki diamanta s približno 7500 km² ob zahodni konici Kuvajta, v kateri niti Irak niti Saudova Arabija ne bosta gradili bivališč ali naprav. Beduini iz obeh držav bi lahko izkoristili omejene vodne in sezonske pašne vire območja. Aprila 1975 je bil v Bagdadu podpisan sporazum, ki je določil meje med državama.
S posredovanjem Alžirije sta se Iran in Irak marca 1975 dogovorila za normalizacijo odnosov, tri mesece kasneje pa sta podpisala pogodbo, znano kot Alžirski sporazum. Dokument je določil skupno mejo vzdolž celotnega izliva reke Khawr Abd Allah (danes estuarij, nekoč pa je bila točka, kjer se je Šat el Arab izlival v Perzijski zaliv) kot talveg (zveznica najnižjih točk v rečnem koritu). Da bi Iraku nadomestili izgubo tistega, kar je prej veljalo za njegovo ozemlje, so mu dodelili žepe ozemlja vzdolž gorske meje v osrednjem delu njegove skupne meje z Iranom. Kljub temu je Irak septembra 1980 stopil v vojno z Iranom in med drugim navajal dejstvo, da mu Iran ni predal ozemlja, določenega v Alžirskem sporazumu. Ta težava se je kasneje izkazala za kamen spotike za rešitev tekočega konflikta s pogajanji.
Leta 1988 je bila meja s Kuvajtom še en izjemen problem. Določeno je bilo v pogodbi iz leta 1913 med Osmanskim cesarstvom in britanskimi uradniki, ki so delovali v imenu kuvajtske vladajoče družine, ki je leta 1899 prepustila nadzor nad zunanjimi zadevami Veliki Britaniji. Irak je mejo sprejel, ko je leta 1932 postal neodvisen, vendar je v 1960-ih in ponovno sredi 1970-ih iraška vlada zahtevala dele Kuvajta. Kuvajt je Iračanom med vojno večkrat predlagal, naj enkrat za vselej uredijo mejo, vendar se je Bagdad večkrat odrekel, češ da je to vprašanje potencialno razdiralno, ki bi lahko podžgalo nacionalistična čustva v Iraku. Zato je bilo leta 1988 verjetno, da bo na rešitev treba počakati do konca vojne.
Območje:

skupaj: 438317 km²

zemlja: 437367 km²

voda: 950 km²
Kopenske meje:

skupaj: 3809 km
obmejne države: Iran 1599 km, Saudova Arabija 811 km, Sirija 599 km, Turčija 367 km, Kuvajt 254 km, Jordanija 179 km
Obala: 58 km
Pomorske terjatve:

teritorialno morje: 12 nmi
kontinentalni pas: ni določen
Teren:
 večinoma široke ravnine; močvirja s trsjem ob iranski meji na jugu z velikimi poplavljenimi območji; gore ob mejah z Iranom in Turčijo
Ekstremne višine:

najnižja točka: Perzijski zaliv 0 m

najvišja točka: Čekah Dar 3611 m